# Ludwig Thoma

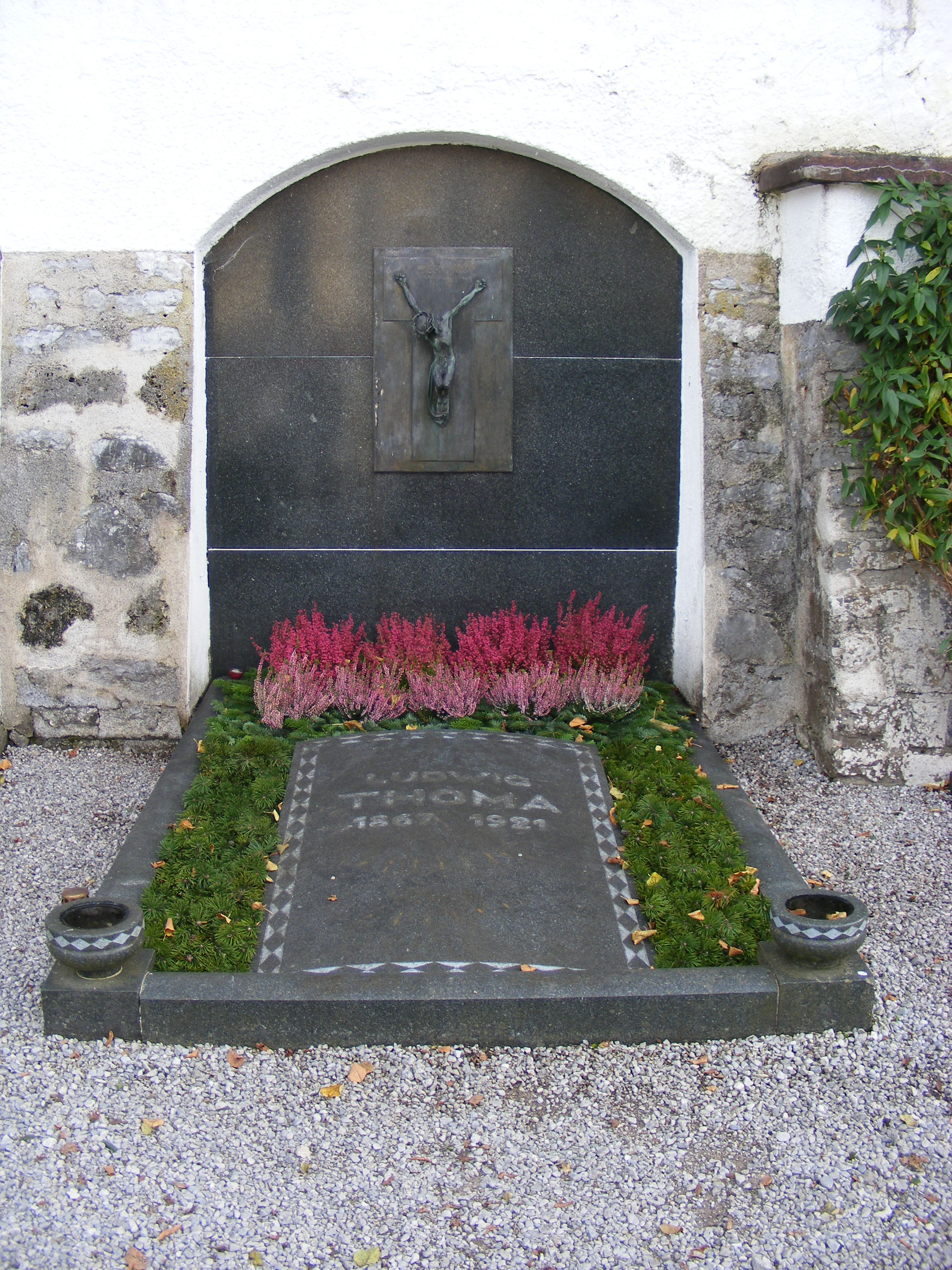
Hrob Ludwiga Thomy v bavorském Egernu (místní části Rottach-Egern)

Ludwig Thoma (21. leden 1867 Oberammergau – 26. srpen 1921 Rottach, Tegernsee) byl bavorský básník, spisovatel, novinář a dramatik, který byl populární v první čtvrtině 20. století pro své satirické práce, psané často v bavorském nářečí (Bairisch).

## Život
Narodil se v rodině nadlesního Maxe Thomy a jeho ženy Kathariny. Otec zemřel v roce 1874, když bylo Ludwigovi 7 let, a matka zůstala sama se sedmi dětmi (Ludwig měl ještě dva bratry a čtyři sestry). Po absolvování humanistického gymnázia v Landstuhl v roce 1886 začal studovat lesnictví v Aschaffenburgu (Forstliche Hochschule Aschaffenburg). Protože neuspěl u zkoušky z matematiky, přešel po dvou semestrech na práva, která studoval v Mnichově a v Erlangenu.
Po studiích pracoval nejprve jako právní praktikant u soudu v Traunsteinu. Zde se seznámil s běžnou soudní praxí tehdejšího Bavorska. V roce 1894 krátce působil v Mnichově, kde také začal psát do novin zprávy o procesech, které vedli advokáti Löwenfeld a Bernstein. Také se zde seznámil s bohatým politickým a kulturním životem.
Po smrti matky v roce 1894 si založil advokátní kancelář v městečku Dachau nedaleko Mnichova. Odtud pochází jeho detailní znalost venkovských typů. V roce 1897 přesídlil do Mnichova. Ve stejném roce vydal i svou první knihu povídek Agricola.
V Mnichově se seznámil mimo jiné s Albertem Langenem, vydavatelem časopisu Simplicissimus, do kterého začal přispívat satirickými články pod pseudonymem Peter Schlemil. Po čase předal svou advokátní kancelář nástupcům a věnoval se pouze spisovatelské a redakční práci. V roce 1899 se stal redaktorem Simplicissima. Za své články a verše, ve kterých zesměšňoval církev, státní aparát i mešťácké prostředí, byl několikrát pokutován a v roce 1906 dokonce uvězněn za urážku mravnostního spolku v mnichovské věznici Stadelheim.
Podnikl cesty do Berlína a do Paříže. Dále do Itálie a severní Afriky.
V roce 1906 založili Hermann Hesse, Albert Langen a Ludwig Thoma časopis Březen (März).
V roce 1907 se oženil s tehdy pětadvacetiletou tanečnicí Mariettou di Rigardo, toto manželství ale nebylo šťastné a v roce 1911 skončilo rozvodem.
V roce 1908 se Thoma nastěhoval do svého nového domu v Rottachu u Tegernsee.
Během první světové války pracoval v pomocných válečných sborech jako ošetřovatel raněných. V závěru života psal propagandistické nacionalistické politické články.

## Spisy

### Básně
- Grobheiten (Hrubosti, 1901)
- Neue Grobheiten (Nové hrubosti, 1902)
- Moritaten (Moritáty, 1908)
- Kirchweith (Pouť, 1912)
- Münchener Karneval (Mnichovský karneval, 1912)

### Povídky
- Agricola (1897)
- Assessor Karlchen (Přísedící Karlíček, 1901)
- Hochzeit (Svatba, 1902)
- Lausbubengeschichten (Uličníkovy zápisky, 1905)
- Tante Frieda (Teta Fany, 1907)
- Kleinstadtgeschichten (Maloměstské historky, 1907)
- Briefwechsel eines bayrischen Landtagsabgeordneten (Dopisy poslance bavorského zemského sněmu, 1909)
- Münchner im Himmel (Mnichovák v nebi, 1911)
- Jozef Filsers Briefwexel (Korespondence Jozefa Filsera, 1912)
- Nachbarsleute (Sousedé, 1913)
- Das Kälbchen (Telátko, 1916)
- Heilige Nacht (Svatá noc, 1917)

### Divadelní hry
- Die Witwen (Vdovy, 1899) – veselohra, první – neúspěšný - dramatický pokus
- Medaille (Medaile, 1901)
- Die Lokalbahn (Lokálka, 1901)
- Moral (Morálka, 1909)
- Erster Klasse (První třída, 1910)
- Lottchens Geburtstag (Lotynčiny narozeniny, 1911)
- Magdalena (1912)
- Die Sippe (Příbuzenstvo, 1913)
- Das Säuglingsheim (Domov kojenců, 1913)

### Romány
- Andreas Vöst (1906)
- Der Wittiber (1911)
- Münchnerinnen (Mnichovanky, 1919)

### Memoáry
- Erinnerungen (Vzpomínky, 1919)
- Leute, die ich kannte (Lidé, které jsem znal, 1923)
- Stadelheimer Tagebuch (Deník ze Stadelheimu [p 1], 1923)

### Česky vyšlo
- Lokálka : veselohra o 3 jednáních (Die Lokalbahn), překlad: Bořivoj Prusík, Praha : Šolc a Šimáček, 1910
- Uličníkovy zápisky (Lausbubengeschichten), Hradec Králové : Bohdan Melichar, 1916
- Teta Fany : veselohra o 1 jednání, překlad a úprava pro loutkové divadlo: Viktor Schwing, Praha : Dr. Jindřich Veselý, 1926
- Všivák Ludva a teta Frída (výběr z Lausbubengeschichten a Tante Frieda), překlad Rodomil Černý, Praha : Sfinx, Bohumil Janda, 1941
- Dopisy poslance bavorského zemského sněmu, překlad: Jaroslav Homola, Praha : Odeon, 1966, edice: Světová četba, svazek 371 [p 2]
- Morálka (Moral), překlad: Helena Kotoučová, Praha : Dilia, 1978